# Hörste (Lage)

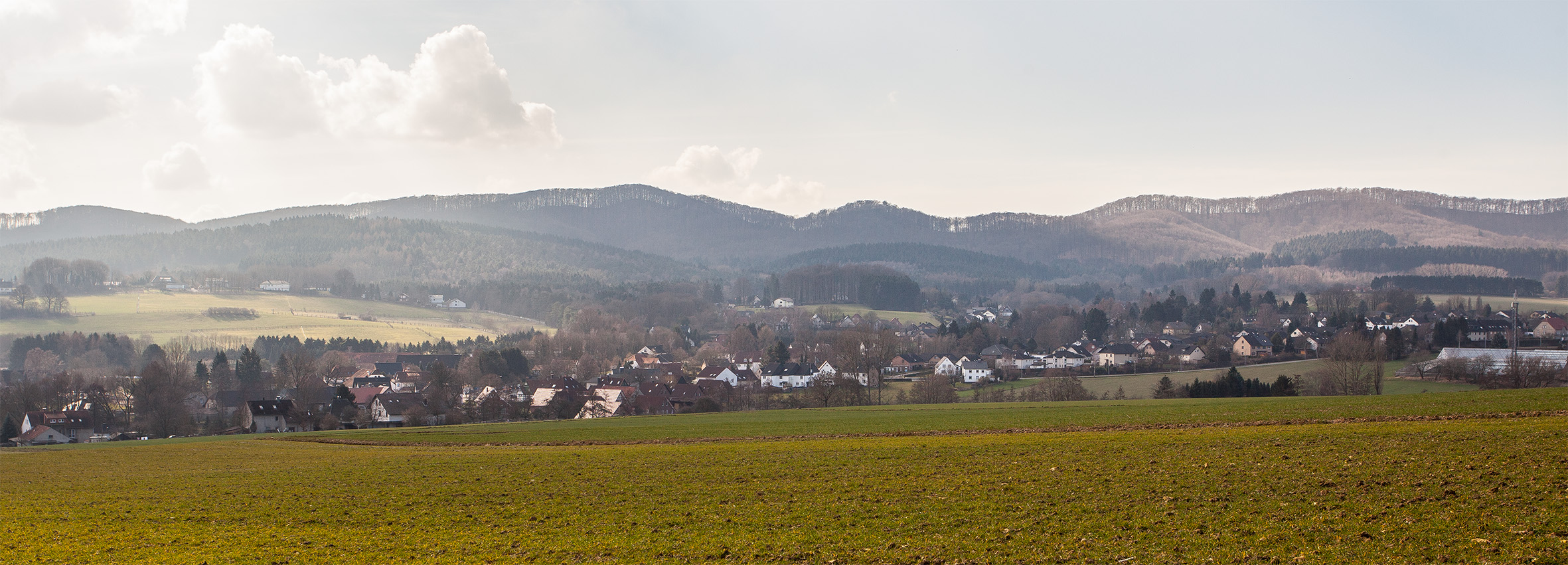
Ansicht der Ortsteile Hörste (links) und Stapelage (rechts). Im Hintergrund der Teutoburger Wald.

Hörste ist ein im Südwesten gelegener Stadtteil von Lage im Kreis Lippe in Nordrhein-Westfalen und eine ehemalige eigenständige Gemeinde. Daher ist es immer noch in die drei Ortsteile Stapelage, Hiddentrup und Hörste gegliedert.
Hörste liegt am Fuß des Teutoburger Waldes und ist seit 1973 staatlich anerkannter Luftkurort. Durch das Dorf fließt der Hörster Bach. Auf Hörster Gebiet befinden sich die Dörenschlucht (teilweise) und die Stapelager Schlucht. Im Ortsteil Stapelage steht die Evangelisch-reformierte Kirche Stapelage und die Bauernburg Stapelage.

## Geschichte
Hörste wird erstmals 1188 urkundlich erwähnt. Der Bischof von Paderborn bekundete, dass das Kloster Marienfeld den Zehnten in Hörste und Stapelage in pfandschaftlichen Besitz hat. Die Schreibweise von Hörste lautete um 1188 „Hursten“, später „Horsten“ (1262) und bedeutete so viel wie Gebüsch, Niederholz oder niederes Gestrüpp. Der Name lässt sich durch die damalige Landschaft erklären. Jahrhundertelang war Hörste eine Bauerschaft und selbstständige politische Gemeinde.
Der Ortsteil Stapelage wird erstmals 1185 urkundlich erwähnt. Das Gut Stapelage und die Kirche  in Stapelage werden in jenem Jahr von den Grafen Widukind, Volkwin und Heinrich von Schwalenberg dem Kloster Marienfeld bei dessen Stiftung geschenkt. Ausführliche Grabungen des Lagenser Bürgermeisters Leopold Möller in den 1960er Jahren haben ergeben, dass es bereits in der Mitte des 8. Jahrhunderts eine Steinkirche in Stapelage gegeben hat. Noch im 16. Jahrhundert hatte der Abt des Klosters Marienfeld das Recht, die Pfarrer von Stapelage einzusetzen.
Der Ortsteil Hiddentrup soll nach Hans Kiewning erstmals 1011 urkundlich erwähnt worden sein. Nach Kiewning gehört der Hof Wiemann in Hiddentrup zu der im Jahre 1011 von Kaiser Heinrich II. dem Domkapitel zu Paderborn geschenkten Haholdschen Grafschaft.
Am 1. Januar 1970 wurde die Gemeinde Hörste in die Stadt Lage eingegliedert.

## Bildung
Im Ort gibt es eine städtische Gemeinschafts-Grundschule. Die Schule gehört zum Grundschulverbund Hörste-Müssen mit dem Hauptstandort Hörste und trägt den Namen „Bunte Schule“. Neben vielen anderen Sporteinrichtungen steht auch ein beheiztes Freibad zur Verfügung.